# FK 96 n.A. 7.7公分野戰炮
FK 96 n.A. 7.7公分野戰炮是德意志帝國在20世紀初對應法國開啟的野戰炮技術革新開發的野戰炮，也是第一次世界大戰初期德意志帝國陸軍炮兵的主力野戰兵器，它大量出口給同盟國，成為第一次世界大戰中具有代表性的武器之一。

## 簡介
19世紀末，各國火炮技術各有領先之處，德意志帝國與其它歐洲列強國家相比的優勢，是最先將無煙火藥用於炮彈發射藥，加上運用填裝TNT的榴彈，使得德國炮兵戰力位於歐陸先進之林。1890年代，德意志帝國陸軍委託德國工業巨頭克虜伯公司開發一款新型野戰炮，儘管在1892年克虜伯工程師康拉德·豪塞爾（德語：Konrad Haussner）已經提出長後座液氣反後座裝置的設計構想，但德國陸軍高層的方向是盡量精簡火炮設計，避免增加可能會影響火炮妥善率的額外裝置。因此提出的設計需求中並沒提到要裝設制退復進機。此型火炮稱為FK 96式7.7公分野戰炮，從代號可知，它是在1896年完成測試並型號制定量產的野戰砲。
然而法國推出M1897式75mm野戰炮後，它使用的各種全新設計與作戰成績折服了歐陸國家的炮兵將領與工程師，並開啟了各國「速射炮革命」之進程，FK 96陷入甫量產即落伍的窘境。克虜伯工程師在維持FK 96量產線的同時，向懷才不遇跳槽到萊茵金屬的工程師康拉德·豪塞爾請求題供技術支援。萊茵金屬得到機會與克虜伯合作改良FK 96，除了將豪塞爾研發的制退復進機導入FK 96，並且還使用萊茵金屬開發的水平滑鍥式炮閂替換了原先的間斷螺紋式炮閂，除了炮管之外幾乎是重新設計了這門野戰炮。此設計在1904年完成，新式火砲名稱為FK 96 n.A.（縮寫n. A.，完整名稱neuer Art，德文意思為新型）。從1905年起，克虜伯與萊茵金屬開始量產這款火炮，並將已經量產的FK 96回廠升級（除了炮管以外為新製），在1914年開戰時已經是德意志帝國軍炮兵的主力武器。
此火炮在一戰後仍然獲得歐洲國家使用，並服役到1930年代。

## 設計
FK 96 n.A.採用與FK 96相同的27倍徑鎳鋼製炮管，但換用新的箱型炮架以及液壓彈簧制退復進機。火炮裝有厚4公厘的鋼製炮盾，炮盾前方左右裝有座位，在火炮機動時可以讓炮班乘坐。騎兵炮版本的FK 96 n.A.會撤銷炮盾，火炮重量會從1,020公斤降低為900公斤。
在炮架設計部分，FK 96 n.A.並沒有使用耳軸設計，火炮俯仰依靠的是連接在炮架與螺旋千斤頂上的萬向節，炮手轉動手輪改變火炮俯仰角度。FK 96 n.A.另一項特徵是在1906年引進光學週視瞄準鏡，使火炮獲得間接射擊能力，此屬於在20世紀初炮兵技術的另一項重要發明。
與其它國家主流的野戰炮炮彈不同，FK 96 n.A.沿用FK 96開發的分裝式炮彈，分裝式炮彈顧名思義為彈頭與發射藥桶分開，分別裝入炮膛的炮彈，雖然這設計影響到最大射速，但具有較好的彈藥運用彈性。FK 96 n.A.使用的炮彈種類包括榴彈、霰彈、煙霧彈、毒氣彈、照明彈、穿甲彈等種類。炮彈有裝配碰撞引信或定時引信。
與其它國家野戰炮相比，FK 96 n.A.優點是較為輕盈，在戰術機動上會比歐陸國家使用的野戰炮更靈活。但反過來說，它的炮管較短，導致最大射程不及它國野戰炮，此外火炮設計最初是基於野戰而研製，因此火炮仰角僅16度，在壕溝戰環境中表現不適應。這使得在第一次世界大戰中期德國研製射程更長的FK 16野戰炮去替換FK 96 n.A.。
編制
1914年德國野戰砲營編制下，FK 96 n.A.的編裝包括：
營部連：少校營長、2名中尉（副營長和食勤官）、1位醫官、2名獸醫、1名行政出納兵、3位士官、1名號手、1名軍械士、22位士兵。連中有19位騎手、10匹挽馬、1輛6馬弋引的觀測車、2輛2馬弋引的貨車（雜物車、食物儲藏車）.
炮兵連：5名軍官、15名士官（其中1名為旗手）、3名號手、1位軍醫（由士官或士兵擔任）、129位士兵。配賦6門火炮，火炮搭配6馬弋引組，9輛6馬弋引貨車（6輛彈藥車、2輛補給車、1輛觀測車），2輛4馬弋引貨車（食物儲藏車、馬飼料儲藏車），連中配賦35匹乗用馬、104匹挽馬，15輛6馬弋引馬車、2輛4馬弋引馬車。.
彈藥連：4名軍官、14名士官（其中1名為旗手）、2名號手、1位軍醫（由士官或士兵擔任）、171位士兵。配賦25輛6馬弋引馬車（24輛彈藥車、1輛補給車），1輛4馬弋引貨車（馬飼料儲藏車）、1輛2馬弋引貨車（食物儲藏車），連中配賦32匹乗用馬、164匹挽馬。.

## 衍生型
因戰爭誕生的火力需求，FK 96 n.A.出現衍生型，主要是步兵炮（Infanterie Begleit），但大部分都沒有受到廣泛採用
- 7.7公分加農榴彈炮（7.7 cm Kanone in Haubitzenlafette (KiH) ）：將FK 96 n.A.的炮管移植到98／09式10.5公分榴彈炮（英语：10.5_cm_Feldhaubitze_98/09）的炮架上，企圖取得更好的射程之衍生型。[9]
- 7.7公分20倍徑步兵炮（7.7 cm Infanteriegeschütze L/20）： 此為使用山炮炮架搭配更短的炮管，作為步兵炮運用。[9]
- 7.7公分27倍徑步兵炮（7.7 cm Infanteriegeschütze L/27）：取消炮架上的炮班座椅，換用更小直徑的炮輪，換用一款可以保護炮輪的改良型炮盾設計，作為步兵炮運用。[9]
- QF 77 mm Mk I：此版本不是德國改造，而是英國在擄獲FK 96 n.A.後，為了大量擴張的Q船武器需求而將FK 96 n.A.的炮身移植至船上使用。[9]

## 彈藥類型
- 96年式榴彈（Feldgranate 96）：炮彈全重6.8公斤，內填裝0.19公斤TNT的高爆榴彈
- 11年式榴霰彈 （FeldkanoneGeschoss 11）：炮彈全重6.8公斤，內填裝294枚各重10克的鉛彈與0.25公斤TNT的混合炮彈
- 霰彈：炮彈全重6.8公斤，內填裝300枚各重10克的鉛彈
- 穿甲彈（K.Gr. 15 mP）：炮彈全重6.85公斤，彈頭材質採用硬化鋼，內填充阿馬托，採用內藏延時引信啟爆
- 煙霧彈
- 毒氣彈
- 照明彈：炮彈全重5.7公斤

## 用戶
- 保加利亞王國
- 爱沙尼亚
- 芬兰
- 德意志帝國
- 拉脫維亞
- 立陶宛
- 波蘭
- 奥斯曼帝国

## 類似武器
- 克魯伯 75mm 野砲
- M1897式75mm野戰炮